# 2008 au Québec
Cet article traite des événements survenus en 2008 au Québec. 

## Événements

### Janvier
- 1er janvier : la TPS baisse de 6 à 5 %[1].
- 8 janvier : Première de la série télévisée Les Lavigueur, la vraie histoire, raconte la vie millionnaire de la famille Lavigueur dans les années 1980. Quelques jours plus tard, plusieurs personnes se plaignent du manque de véracité de cette série[2].
- 14 janvier : la Fête des Neiges de Montréal est annulée à cause d'un conflit de travail[3].
- 17 janvier : le pape Benoît XVI annonce qu'il ne viendra pas au Congrès eucharistique de Québec de juin prochain[4].
- 30 janvier : Québec reprend la gestion des ponts et des viaducs, tel que le préconisait la commission Johnson[5].
- 31 janvier : Disparition de Diane Grégoire, dont le mari signale qu'elle n'est pas revenue d'une séance de magasinage aux Promenades Saint-Bruno[6].

### Février
- 3 février : Recréation du Parti indépendantiste[7].
- 18 février : le rapport de la commission Castonguay recommande une plus grande entrée du privé dans le système de santé, la fin de la gratuité et une hausse de la TVQ afin d'en endiguer les coûts croissants. Philippe Couillard déclare qu'il appliquera la plupart des recommandations mais rejette l'imposition d'une franchise de même que l'augmentation de la taxe de vente[8].
- 22 février : les dentistes menacent de se désaffilier de l'assurance-santé s'ils n'obtiennent pas satisfaction quant à l'augmentation de leurs revenus. Le gouvernement parle de chantage[9].

### Mars
- Mars : lancement du Pacte pour l'emploi[10].
- 1er mars : Claude Dubois et André Lejeune sont intronisés au Panthéon des auteurs et compositeurs canadiens[11].
- 8 mars : Jean Charest reçoit l'appui de 97 % des délégués lors du congrès national du Parti libéral du Québec[12].
- 9 mars
  - une nouvelle tempête de neige fait que la ville de Québec a reçu jusqu'à maintenant le total de 459 cm de neige, battant ainsi le record de tous les temps qui datait de 1966 (458 cm)[13].
  - Continental, un film sans fusil remporte le Jutra du meilleur film lors du Gala du même nom. Guylaine Tremblay et Roy Dupuis sont les actrice et acteur de l'année[14].
- 11 mars : les frères Julien et Maxime Rémillard, co-directeur de Remstar achètent la chaîne de télévision TQS, qui est au bord de la faillite depuis le 18 décembre 2007[15].
- 13 mars : le discours du budget de la ministre Monique Jérôme-Forget annonce la création de 20 000 places en garderie d'ici 5 ans. Parmi les autres mesures, citons l'élimination de la taxe sur le capital des entreprises dès 2010 et l'injection de 20 millions de dollar pour aider à la francisation des immigrants. Les dépenses pour l'année en cours sont de 64,5 milliards de dollar[16].
- 15 mars : le conseil national du Parti québécois, à Saint-Hyacinthe, adopte une motion retirant au parti l'obligation de tenir un référendum lors d'un premier mandat au gouvernement[17].
- 16 mars : au 7e congrès de l'ADQ, à Laval, Mario Dumont reçoit l'appui de 95 % des délégués. Certains d'entre eux se disent cependant gênés, apprenant que leur chef reçoit un salaire annuel de 50 000 $ de son parti[18].
- 29 mars : Guy Rainville succède à Scott McKay à la tête du Parti vert du Québec[19].

### Avril
- 1er avril : le National Geographic énonce que la route verte québécoise est la plus belle piste cyclable du monde[20].
- 3 avril : Nathalie Simard annonce qu'elle met fin à sa tournée ainsi qu'à sa carrière artistique. Elle fait un spectacle d'adieu, le 18 avril au Théâtre Saint-Denis puis quitte le Québec pour la République dominicaine avec son nouvel ami[21]. Le couple est par la suite poursuivi pour fraudes par leurs anciens conjoints respectifs qui leur reprochent d'être parti avec les bénéfices de la tournée mais la chanteuse finira par gagner sa cause[22].
- 4 avril : le Manège militaire de Québec est rasé par les flammes[23].
- 17 avril : Pauline Marois lance son autobiographie, intitulée Québécoise[24].
- 21 avril : Sylvie Tremblay, ancienne vice-présidente de l'Action démocratique du Québec, claque la porte de son parti. Elle dit avoir été intimidée par des membres importants de cette formation politique, qualifie son programme de dépassé pour les femmes et espère qu'elle ne prendra pas le pouvoir aux prochaines élections[25].
- 22 avril : à la suite de la victoire des Canadiens de Montréal en ronde préliminaire des séries éliminatoires, certains partisans échaudés saccagent quelques commerces de la rue Sainte-Catherine et mettent le feu à une demi-douzaine d'autos-patrouilles[26].
- 23 avril : à la suite de l'achat de TQS par Remstar, la chaîne de télévision annonce d'abolir l'information d'ici septembre prochain[27].

### Mai
- 1er mai : le salaire minimum au Québec est augmenté à 8,50 $ (il était depuis le 1er mai 2006 à 8 $)[28].
- 11 mai : Martin Matte est le grand gagnant du Gala des Oliviers où il remporte 4 trophées[29].
- 12 mai : la libérale Maryse Gaudreault remporte l'élection partielle de Hull alors que les péquistes Nicole Léger et Maka Kotto remportent celles de Pointe-aux-Trembles et de Bourget[30].
- 22 mai : le rapport de la commission Bouchard-Taylor est rendu public et prêche la conciliation envers les minorités. Il propose d'adopter un livre blanc visant à mieux définir la laïcité dans un Québec moderne. Il énonce que l'insécurité de la majorité francophone vis-à-vis les accommodements raisonnables est due à une « crise de perceptions »[31].
- 23 mai : Jean-Luc Mongrain anime son dernier Le Grand Journal à TQS, qu'il dirigeait depuis 9 ans[32].

### Juin
- 5 juin : le gouvernement Charest dépose le projet de loi 92 faisant de l'eau une ressource collective pour le Québec[33].
- 15 juin au 22 juin : congrès eucharistique de Québec[34].
- 16 juin : première du film Cruising Bar 2[35].
- 19 juin : les anciens premiers ministres du Québec Jacques Parizeau, Lucien Bouchard, Bernard Landry, Daniel Johnson et Pierre Marc Johnson sont décorés de l'Ordre national du Québec[36].
- 24 juin : le Québec célèbre la fête nationale sur le thème du 400e anniversaire de la Ville de Québec.Du même coup, la Promenade Samuel-de-Champlain est inaugurée officiellement en présence du premier ministre du Québec Jean Charest[37].
- 25 juin : Philippe Couillard annonce son retrait de la vie politique. Yves Bolduc, un non-élu, devient le nouveau ministre de la Santé[38].

### Juillet
- 2 juillet : entente de principe au Journal de Québec après plus d'un an de lock-out[39].
- 3 juillet : 400e anniversaire de Québec[40].
- 4 juillet : Jean Charest rencontre le premier ministre de France François Fillon[41].
- 20 juillet : 260 000 personnes assistent au spectacle de Paul McCartney sur les Plaines d'Abraham, dans le cadre du 400e anniversaire de Québec[42].
- 23 juillet : deux trombes d'eau sont observés sur le Saint-Laurent à Montréal[43].

### Août
- 10 août : Émeute à Montréal-Nord. La veille, Fredy Villanueva avait été tué par un policier lors d'une altercation entre un groupe de jeunes[44].
- 22 août : plus de 200 000 personnes assistent sur les Plaines d'Abraham au spectacle de Céline Dion et de ses invités (Claude Dubois, Éric Lapointe, Jean-Pierre Ferland, Ginette Reno, etc) dans le cadre du 400e anniversaire de Québec[45].
- 29 août : le service de nouvelles de TQS est disparu officiellement[46].

### Septembre
- 1er septembre : entrée en vigueur de la Loi visant à favoriser la protection des personnes à l’égard d’une activité impliquant des armes à feu et modifiant la Loi sur la sécurité dans les sports (mieux connu sous loi Anastasia) concernant la limitation des armes à feu[47].
- 6 septembre : à la suite de l'éclosion de plusieurs cas de listériose au Canada (qui causera une vingtaine de morts en tout), 264 inspecteurs du ministère de l'Agriculture, des Pêcheries et de l'Alimentation du Québec se présentent dans environ 300 commerces de la province pour détruire des fromages qui auraient pu être contaminés par la bactérie Listeria monocytogenes[48].
- 7 septembre : Stephen Harper annonce des élections générales fédérales pour le 14 octobre[49].
- 18 septembre : le chef de la mafia montréalaise, Nick Rizzuto, et ses cinq lieutenants plaident coupables lors de leur procès[50].
- 29 septembre : le ministre Yves Bolduc remporte l'élection partielle de Jean-Talon[51].

### Octobre
- 7 octobre : le Grand Prix de Montréal n'apparaît pas sur le calendrier 2009 de Formule 1. Le lendemain, en conférence de presse, le promoteur de l'événement, Normand Legault, déclare que l'organisation du Grand Prix n'était plus viable pour une entreprise privée[52].
- 14 octobre : le Parti conservateur de Stephen Harper remporte l'élection générale canadienne et formera de nouveau un gouvernement minoritaire. Le résultat est de 143 candidats conservateurs, 77 libéraux, 49 bloquistes, 37 néo-démocrates et 2 députés indépendants. Au Québec, le score est de 49 bloquistes, 14 libéraux, 10 conservateurs, 1 néo-démocrate et le député indépendant André Arthur[53].
- 17 octobre :
  - le président français Nicolas Sarkozy est à Québec pour l'inauguration du 12e Sommet de la Francophonie, qui doit être axé sur la récente crise financière. À l'Assemblée nationale, il prononce un discours (le premier d'un président français en ce lieu) dans lequel il se déclare en faveur de l'unité canadienne[54].
  - la France et le Québec signent une entente sur la mobilité de la main d'œuvre[55].
- 21 octobre : l'élection du président de l'Assemblée nationale se fait dans la controverse. L'Action démocratique du Québec (ADQ) et le Parti québécois (PQ) s'allient pour faire élire François Gendron au détriment du candidat libéral Yvon Vallières[56].
- 23 octobre : deux députés adéquistes, André Riedl et Pierre-Michel Auger, claquent la porte de leur parti et passent du côté du Parti libéral[57].
- 30 octobre :
  - Louise Harel annonce son retrait de la vie politique[58].
  - le comédien Tony Conte est arrêté pour trafic de cocaïne au Palais de justice de Montréal. Lui et ses quatre présumés complices sont appréhendés dans un hôtel de Montréal (Hôtel des Gouverneurs, Place Dupuis), piégés par des agents doubles. Ils avaient en leur possession un sac rempli de milliers de dollars canadiens[59].

### Novembre
- 2 novembre : Gregory Charles et Isabelle Boulay remportent les Félix d'interprètes masculin et féminine de l'année lors du trentième Gala de l'ADISQ. Le groupe Karkwa reçoit trois Félix dont celui de groupe de l'année et d'auteur-compositeur de l'année. Céline Dion obtient le Félix Hommage[60].
- 5 novembre : Jean Charest annonce des élections générales pour le 8 décembre[61].
- 15 novembre : la municipalité régionale de comté de L'Amiante change son nom pour Les Appalaches[62].
- 17 novembre : la justice condamne deux pédophiles québécois de 65 et 59 ans a trois et deux ans de prison. Ils avaient entre décembre 2006 et mars 2007 agressé sexuellement six enfants de 13 à 16 ans d'un orphelinat de la ville des Cayes en Haïti auquel ils avaient accès en tant que travailleurs humanitaires[63].
- 25 novembre : Pauline Marois est la première femme à participer à un débat des chefs télévisé lors d'une campagne électorale québécoise[64].

### Décembre
- 8 décembre : Jean Charest remporte l'élection générale et est élu pour un troisième mandat avec un gouvernement libéral tout juste majoritaire de 66 sièges et 42 % des voix. Le Parti québécois de Pauline Marois obtient 51 sièges et 35 % des votes, et il reprend le statut d'opposition officielle à l'Assemblée nationale. L'ADQ tombe de 41 à 7 députés et n'obtient que 16 % des votes. Mario Dumont annonce sa démission comme chef du parti. Québec solidaire fait élire son premier député, Amir Khadir dans la circonscription de Mercier. Le taux de participation au vote est de 57 %, le plus bas depuis les élections de 1927[65].
- 10 décembre : Michael Ignatieff succède à Stéphane Dion à la tête du Parti libéral du Canada[66].
- 18 décembre :
  - le nouveau cabinet du premier ministre Charest est assermenté. Il contient maintenant 26 ministres au lieu de 18 mais la parité hommes-femmes est toujours respectée[67].
  - Bernard Derome anime son dernier Téléjournal, qu'il dirigeait depuis 33 ans[68].
- 26 décembre : Chantal Petitclerc est choisie athlète féminine de l'année par la presse canadienne[69].

## Décès
- 1er janvier - Robert L'Herbier (chanteur) (º 5 février 1921)
- 8 janvier - Daniel Hétu (chanteur et pianiste) (º 1er décembre 1950)
- 20 janvier - Robert Lemieux (homme de loi) (º 9 octobre 1941)
- 23 février - Denis Lazure (homme politique) (º 12 octobre 1925)
- 15 mai - Claude Théberge (peintre) (º 4 septembre 1934)
- 29 mai - Luc Bourdon (hockeyeur) (º 16 février 1987)
- 8 juin - Charles-Noël Barbès (homme politique) (º 25 décembre 1914)
- 29 juin - Diane Hébert (première Québécoise à recevoir une greffe cœur-poumons) (º 26 avril 1957)
- 30 juillet - Vittorio Fiorucci (affichiste) (º 2 novembre 1932)
- 12 août - Gilles Bilodeau (joueur de hockey) (º 31 juillet 1955)
- 28 août - Michel Vastel (journaliste et chroniqueur politique) (º 20 mai 1940)
- 9 septembre - Richard Monette (acteur et réalisateur) (º 19 juin 1944)
- 15 septembre - Marion Dewar (mairesse d'Ottawa) (º 17 février 1928)
- 17 octobre - Ben Weider (homme d'affaires) (º 1er février 1923)
- 28 octobre - Clairette Oddera (chanteuse et actrice) (º 3 avril 1919)
- 7 novembre - Amulette Garneau (actrice) (º 11 août 1928)
- 30 novembre - Pit Martin (joueur de hockey) (º 9 décembre 1943)
- 1er décembre
  - Betty Goodwin (dessinatrice et peintre) (º 19 mars 1923)
  - Hélène Pedneault (écrivaine et militante féministe) (º 14 avril 1952)

### Articles généraux
- Chronologie de l'histoire du Québec (1982 à aujourd'hui)
- L'année 2008 dans le monde
- 2008 au Canada

### Articles sur l'année 2008 au Québec
- Les Lavigueur, la vraie histoire
- Élection fédérale canadienne de 2008
- Élection générale québécoise de 2008
- Liste des lauréats des prix Félix en 2008
- Affaire Fredy Villanueva